# App Store (Apple)
App Store este un serviciu Apple care constă într-un magazin online de aplicații pentru sistemul de operare iOS. Acesta este disponibil pe internet, prin aplicația cu același nume sau prin iTunes pe PC și MAC. 
App Store a fost lansat pe 10 iulie 2008, ca update al lui iTunes, pentru a deține controlul asupra calității aplicațiilor.